# Ampass
Ampass is een gemeente in het district Innsbruck Land van de Oostenrijkse deelstaat Tirol.
Ampass ligt aan de oude zoutstraat tussen Hall in Tirol en Matrei am Brenner, ten oosten van Innsbruck aan de zuidelijke oever van de Inn. Het dorp werd in 1145 voor het eerst vermeld als Ambanes (Keltisch voor tussen twee beken). Archeologische bevindingen hebben echter aangetoond dat het gebied al veel langer wordt bewoond.
In de laatste decennia is Ampass zoals vele andere gemeenten rondom Innsbruck langzaam veranderd van een agrarische gemeente in een forensengemeente.